# SAIC
 For alternative betydninger, se SAIC Motor. (Se også artikler, som begynder med SAIC Motor)
Science Applications International Corporation, Inc. (SAIC) (NYSE: SAIC) er en amerikansk it-virksomhed, der er baseret i Reston, Virginia.
SAIC blev etableret i 1969 af J. Robert Beyster. I 2013 blev der foretaget et virksomhedsspin-off til Leidos. 